# Тимченки (Полтавская область)
Тимченки (укр. Тимченки) — село в Пышненковском сельском совете Зеньковского района Полтавской области Украины.
Код КОАТУУ — 5321385307. Население по переписи 2001 года составляло 26 человек.

## Географическое положение
Село Тимченки находится на расстоянии в 0,5 км от села Княжева Слобода и в 1,5 км от села Саранчовка.
По селу протекает сильно заболоченный ручей.

## История
На владельческом хуторе Тимченков в 1859 году було 7 дворов где проживало 36 мужеского пола и 39 женского
Есть на карте 1869 года как хутор Исакова